# ホンダ・CBR600F
CBR600F(シービーアールろっぴゃくエフ)は本田技研工業が製造販売した、排気量600㏄クラスの、同社が「Fコンセプト」と銘打ったツーリング・街乗り・サーキット走行までこなせるオールラウンドスポーツのオートバイである。1987年にヨーロッパ・北米向け輸出専用車として発売し、1992年には日本国内向け仕様も販売開始されたが、2003年に日本国内での販売終了。再び輸出専用モデルとなったが、2007年に生産終了。しかし2011年にはPC41型CB600F Hornetと基本コンポーネンツを共用する姉妹車として再発されたが、2014年に実質的な後継モデルとなるRC83型CBR650F・CB650Fへフルモデルチェンジされ生産終了した。

## モデル別解説
※本項では型式別に解説を行う。

### PC19型
1987年に発売開始された初代モデル。日本国内での正規販売はない輸出専用モデルである。また北米向け仕様はHurricane(ハリケーン)のペットネームが附帯する。
NC23型CBR400Rのフレームに内径x行程=63.0×48.0(mm)・圧縮比11.0・排気量599㏄の水冷4ストローク4気筒DOHCエンジンを搭載する。車体はベースモデル同様にフルカウルを装着するが、コストカットの観点からフレームはアルミニウム合金からスチール製へ、カムシャフト伝達機構はカムギアトレーンからチェーンへ変更された。

### PC23型
1989年 - 1991年モデルで海外向け輸出専用仕様。主に搭載エンジン変更に伴う型式変更であり、排気量599㏄に変更はないものの内径x行程=65.0×45.2(mm)・圧縮比11.5となり、スペック的にも最高出力が85ps→93psへ向上した。

### PC25型
1992年から製造されたモデル。海外向け輸出仕様はCBR600F2(シービーアールろっぴゃくエフつー)の車名で販売。日本国内向け仕様はCBR600Fの車名で同年6月30日から発売することが、同月29日に発表された。最高出力は海外向け輸出仕様が100psとなるところ、日本国内向け仕様では自動車馬力規制のため69ps/11,000rpmとなる。
なお、日本国内向け仕様は以下のスケジュールでマイナーチェンジを実施した。
1993年10月12日発表 同年11月3日発売
カラーリング・サスペンションセッティング変更。
1995年4月13日発表 同月25日発売
ラムエアインテークを装備する変更。海外向け輸出仕様は車名をCBR600F3(シービーアールろっぴゃくエフすりー)に変更し、最高出力が105psへ向上した。
1996年11月20日発表 同年12月25日発売
- サスペンションにホンダ・マルチアクション・サスペンション(H.M.A.S.)の採用。
- 前輪ディスクブレーキローターの板厚を4.0mmから4.5mmへ強化し焼結パッド材質ならびにフローティングのピン数を10個から8個へ変更。
- シートカウル形状変更。

### PC35型
1999年から販売されたモデル。PC25型からは以下の変更を実施した。
- エンジンの内径x行程=67.0×42.5(mm)・圧縮比12.0へ変更
- フレームをアルミニウム合金製へ変更。
- 盗難抑止の観点からイモビライザーのH・I・S・S(ホンダ・イグニッション・セキュリティ・システム)[注 3]を搭載。
- 海外向け輸出仕様は最高出力110ps/12,500rpm・最大トルク6.8kg-m/10,500rpmへ向上。日本国内向け仕様は引き続き継続されていた馬力規制から69ps/10,500rpm・5.3kg-m/7,500rpmのスペックとされた。
- 日本国内向け仕様は平成10年自動車排出ガス規制に適合させるためエキゾースト・エアインジェクションシステム(二次空気導入装置)搭載したため型式名をBC-PC35とした。

#### CBR600F4(CBR600F)
海外向け輸出仕様がCBR600F4(シービーアールろっぴゃくエフふぉー)へ変更されたが、日本国内向け仕様は引き続きCBR600Fのまま販売が行われた。1999年4月22日発表、同月23日発売。さらに2000年1月12日発表、同月13日発売でカラーリング変更のマイナーチェンジを実施した。なお、AMAスーパースポーツ選手権でニッキー・ヘイデンは王座を獲得している。

#### CBR600F4i
2001年には燃料供給を従来のキャブレターからPGM-FI(電子制御式燃料噴射装置)への変更を実施。車名を輸出仕様・国内仕様ともにCBR600F4i(シービーアールろっぴゃくエフふぉーアイ)に統一された。また日本国内仕様は同年3月16日から発売されることが同月15日に発表された。2000年9月に発表された輸出仕様はセパレート型シートを採用したグレードをSと表記し、そうではないグレードをノーマルとしている。

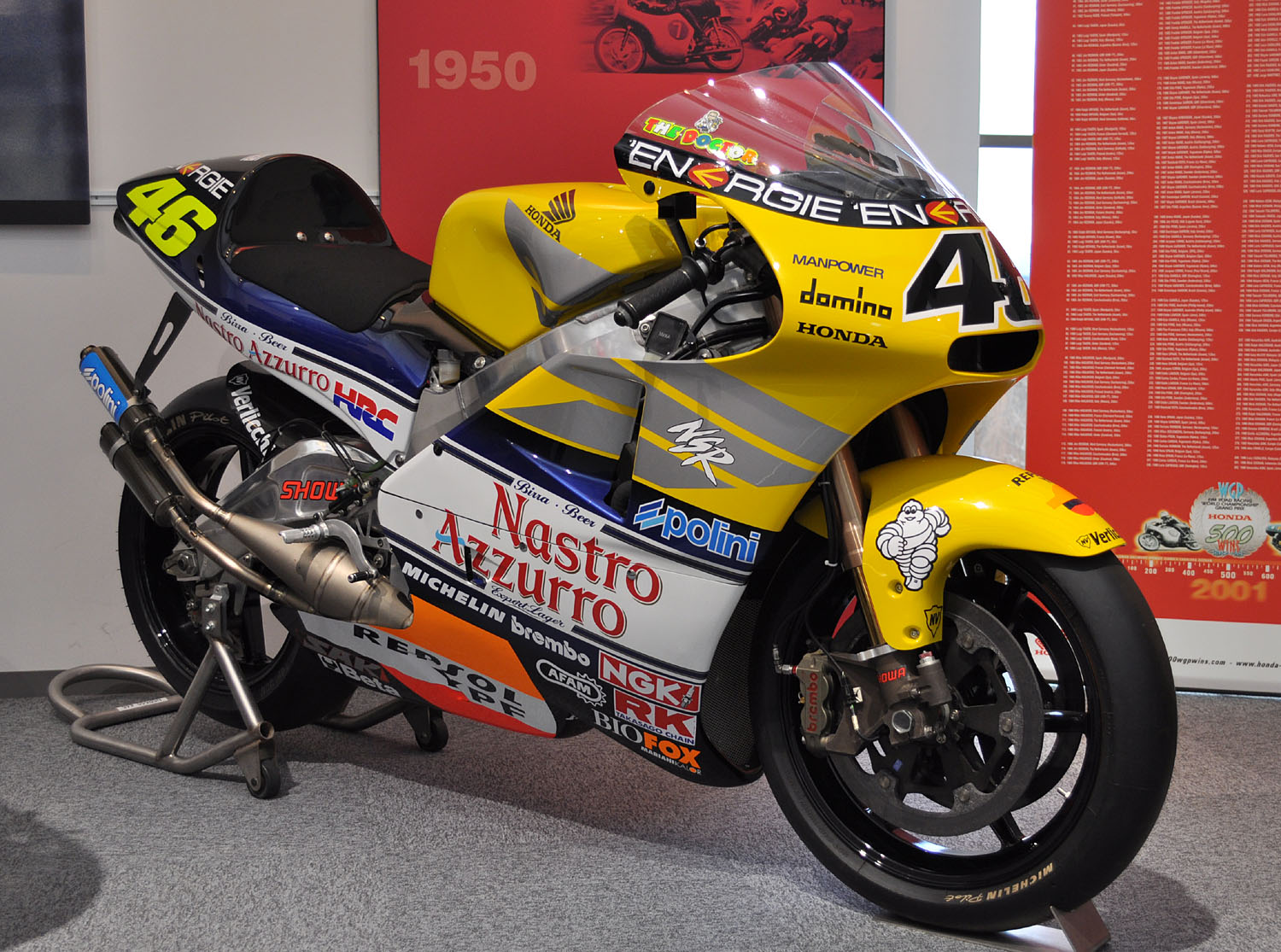
レプリカカラーの元となったロッシの2001年優勝マシン

2001年と2002年には、ホンダとMotoGPチャンピオンのバレンティーノ・ロッシの王座獲得と500回目のロードレース世界選手権優勝が認められ、CBR600F4iはヨーロッパ仕様とオーストラリア仕様(2001年と2002年のみ)で2つの「ロッシレプリカ」バージョンでリリースされた。
また、北米仕様をベースにしたレースベース車が2001年と2002年に発売され、全日本ロードレース選手権のST600クラスで2001年に武田雄一、2002年に清成龍一がそれぞれ王座を獲得している。また、スーパースポーツ世界選手権でも、2002年にファビアン・フォレが王座を獲得している。
なお日本国内向け仕様は海外輸出仕様と比較すると以下の相違点がある。
- セパレート型シート標準装備
- 常時点灯2灯式ヘッドライドへの変更
- ハザードランプスイッチ・180km/h作動スピードリミッター装備
- Sモデルと同様にセンタースタンド未装備
- カムシャフトプロフィールの変更
- 最高出力・最大トルク
  - 海外向け輸出仕様：110.2ps/12,500rpm・6.6kg-m/10,500rpm
  - 日本国内向け仕様：69ps/10,500rpm・5.3kg-m/7,500rpm

日本国内仕様は2003年に生産終了となったが、輸出仕様は2007年まで製造された。

### PC41型
2011年からホンダのイタリア現地法人であるホンダ・イタリア・インダストリアーレ(HONDA ITALIA INDUSTRIALE S.P.A.)が製造したヨーロッパ向け専用モデルである。2007年から製造されていたPC41型CB600F Hornetにカウルを装着し、多くの部品を共用していることから型式名・PC40型CBR600RR用PC40E型にスロットルボア変更などで中低速重視のトルク特性へ変更したスペック・ヨーロッパ内の排出ガス規制(Euro3)適合なども共通である。また本モデルでは、ABSの有無を選択でき、ABS仕様は車重211kg/3POTキャリパー、ABS無仕様は車重206kg/2POTキャリパーとされた。2014年に実質的な後継車種となるRC83型CBR650F・CB650Fへフルモデルチェンジされ生産終了。